# Tioman
Tioman, chiamata localmente Pulau Tioman, è un'isola situata a una quarantina di chilometri dalla costa orientale della Malesia peninsulare, nello stato di Pahang. È lunga circa 20 chilometri e larga 11. Sono presenti su Tioman 8 villaggi principali, raggiungibili in barca. Il più grande e popolato è Kampung Tekek, nella parte settentrionale dell'isola. Un'unica strada asfaltata collega il minuscolo aeroporto all'hotel Berjaya. Le altre parti dell'isola sono attraversate da piccoli sentieri. La maggior parte del territorio è disabitato e coperto da una densa foresta pluviale.

## Storia
Conosciuta fin dall'antichità, l'isola di Tioman viene menzionata nel diario di bordo di una nave di commercianti arabi, più di 2000 anni fa. Essi scrissero che l'isola consentiva un buon attracco per le navi e disponeva di sorgenti di acqua dolce. Le due montagne che si ergono a sud dell'isola, denominate Orecchie d'Asino, hanno costituito un punto di riferimento per i naviganti che solcavano quel tratto di mare.
Durante gli ultimi mille anni, Tioman è stata un importante punto di attracco sia per i pescherecci, sia per i mercantili cinesi, arabi ed europei, che potevano trovarvi legname e sorgenti di acqua fresca.
Nel novembre 1890 vi morì Marie-Charles David de Mayrena, avventuriero francese che si era proclamato re di Sedang (1888-1890), che era situato nel Vietnam centrale.
Nel corso della Seconda guerra mondiale, l'isola ha offerto rifugio sia alle navi inglesi, sia a quelle giapponesi. Nei suoi fondali sono presenti numerosi relitti, fra cui spiccano quelli degli incrociatori inglesi HMS Repulse e HMS Prince of Wales.
Le bellissime spiagge di Tioman hanno fatto da scenario ai film musicali South Pacific e Bali Hai, entrambi girati nel 1958.
La popolazione residente è al 100% di provenienza malese e di religione islamica.

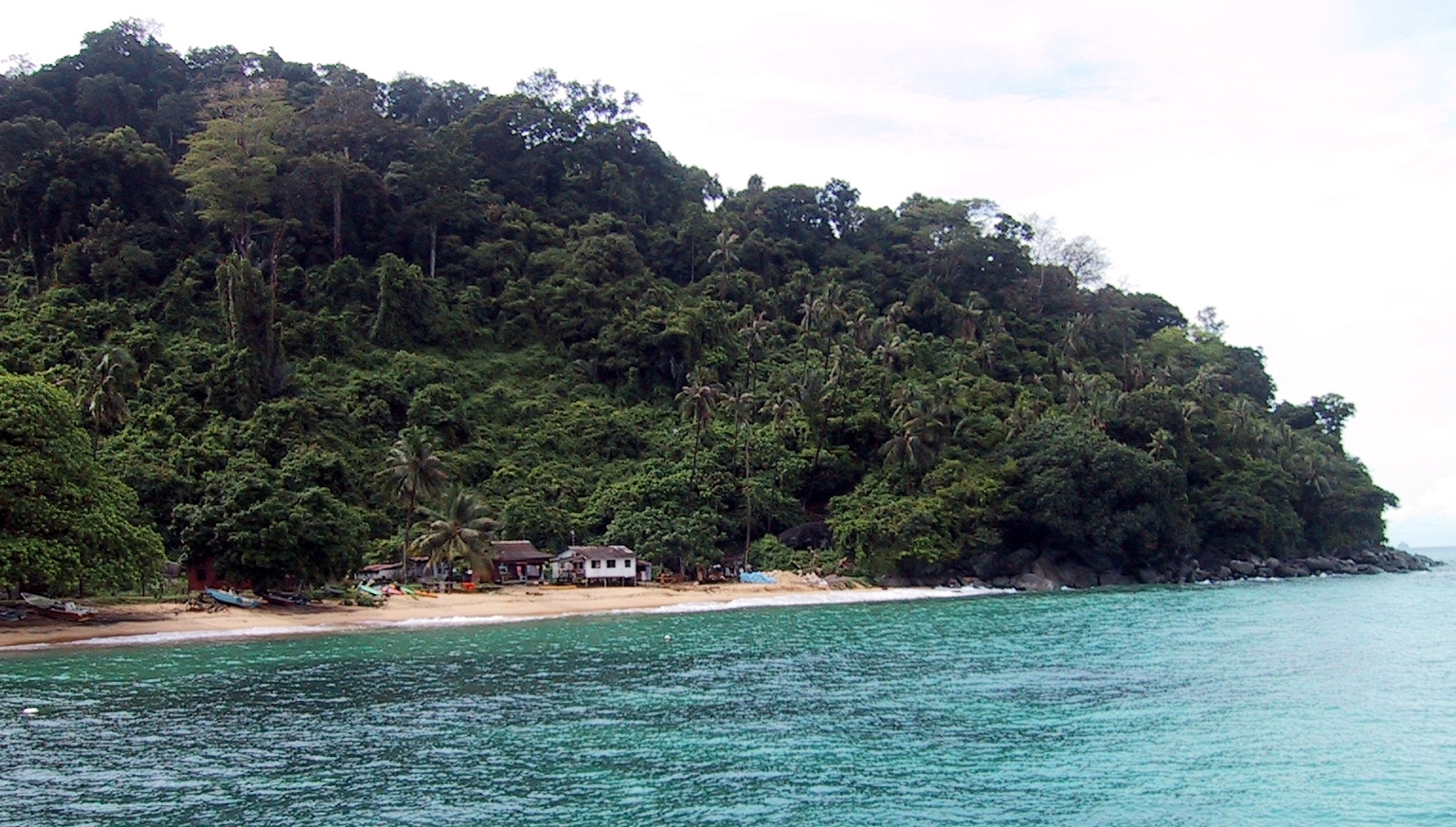
Casupole sulla spiaggia

## Una leggenda
Una bellissima principessa-drago volava dalla Cina verso Singapore, per andare a far visita al suo principe. Lungo il tragitto, decise di tuffarsi nelle acque cristalline del mare per cercare ristoro. Rapita dalla bellezza del luogo, la principessa decise di interrompere il suo viaggio. Si trasformò in isola e si impegnò ad offrire riparo e accoglienza ai viandanti.

## Fauna
La fauna terrestre è ricca e sostanzialmente diversa da quella presente sulla penisola malese. Si trovano molte specie di lucertole, macachi, scoiattoli volanti e varani; questi ultimi vivono indisturbati anche in prossimità delle abitazioni. Il ruscello che attraversa il villaggio di Kampong Salang è popolato da un gran numero di questi grandi e innocui rettili.
Le acque di Tioman sono ricchissime di pesci, anche grazie alla presenza della barriera corallina. Possono tuttavia risultare insidiose per i bagnanti a causa dell'abbondanza di ricci di mare e di meduse di grandi dimensioni, soprattutto nei pressi di Kampong Joara.

## Turismo e ambiente
Pur essendo considerata una delle più belle isole del mondo, Tioman non è ancora dominata dal turismo organizzato e la maggior parte delle attività sono gestite da famiglie locali. Pochissime sono le strutture alberghiere di livello internazionale e si respira ancora un'atmosfera da turismo d'altri tempi. La parte Nord dell'isola è la più vivace: a Kampong Salang sono presenti ristorantini sulla spiaggia, negozietti e alcuni diving center. Sono tuttavia previsti cospicui investimenti economici per il rilancio turistico di Tioman. In particolare, è previsto l'allargamento del villaggio di Kampong Tekek, la  realizzazione di un porto per gli yacht e di un molo lungo circa 175 metri. Inoltre è in fase di costruzione una strada che collegherà Kampong Tekek a Kampong Joara e che al momento è percorribile da veicoli fuoristrada. La realizzazione di un nuovo aeroporto distruggerà inoltre un vasto tratto di barriera corallina. Questi progetti, che rischiano di compromettere per sempre il delicato equilibrio ambientale dell'isola, vedono una netta opposizione da parte delle organizzazioni ecologiste. La Malaysian Nature Society e il WWF-Malaysia sostengono che la sua attuazione rappresenterebbe un disastro per l'isola e per l'ambiente marino circostante.
Al momento Tioman può essere raggiunta in traghetto  da Mersing e Tanjung Gemuk, oppure con un piccolo quadrimotore a elica da 50 posti della Berjaya Air  da Singapore e da Kuala Lumpur (Subang Airport)